# Алан Каннінгем
Алан Гордон Каннінгем (англ. Alan Gordon Cunningham; 1 травня 1887 — 30 січня 1983) — британський воєначальник, генерал. Учасник Першої та Другої світових воєн. Під час Другої світової війни командував британськими військами у Східноафриканській кампанії. У післявоєнний час Верховний комісар Палестини (1945—1948).

## Біографія
Військова кар'єра
- 20 грудня 1906 — другий лейтенант
- 10 грудня 1909 — лейтенант
- 30 жовтня 1914 — капітан
- 8 січня 1917 — тимчасове звання майор
- 13 червня 1917 — майор
- 5 травня 1935 — підполковник
- 17 грудня 1937 — полковник
- 1 вересня 1938 — майор-генерал
- 23 липня 1943 — лейтенант-генерал
- 30 жовтня 1945 — генерал

Алан Гордон Каннінгем народився 1 травня 1887 року в Дубліні, ставши третім сином шотландського професора Даніеля Джона Каннінгема та його дружини Єлизабет. Навчався у Челтенгамському коледжі, потім у Королівській військовій академії у Вулвіч (Лондон)і. 1906 році поступив на військову службу до Королівської артилерії.
Під час Першої світової війни служив у Королівській кінної артилерії, бився на Західному фронті. За бойові заслуги відзначений Воєнним хрестом та орденом «За видатні заслуги». Після війни два роки у колонія Великої Британії в Південно-Східній Азії Стрейтс-Сетлментс.
1925 році завершив курс навчання у Королівському військово-морському коледжі у Гринвічі, 1937 році — Імперському коледжі оборонних наук. 1938 році став начальником артилерії 1-ї піхотної дивізії британської армії.
1 вересня 1938 року призначений командиром 5-ї зенітної дивізії з присвоєнням звання майор-генерал.
Другу світову війну зустрів на цій посаді. Протягом наступних років посідав низку командних посад: командував 66-ї, 9-ї Гірської та 51-ї піхотними дивізіями. У жовтні 1940 року очолив Східноафриканське командування в Кенії, котре протистояло італійцям в кампанії на Африканському рогу.
Головнокомандувач британськими військами на Близькому Сході генерал сер Арчибальд Вейвелл наказав Каннінгему розробити та провести операцію з розгрому та деокупації Британського Сомалі, а також звільнення Ефіопії, які захопили італійці. Алан Каннінгем мав наступати своїми силами з південного фронту, з боку Кенії, одночасно з півночі, з території Судану на Італійську Еритрею наступ вів британський лейтенант-генерал сер Вільям Платт.
Британський наступ на півдні розпочався із захоплення морських портів на Індійському океані — Кісмайо та Могадишо, в результаті чого італійські війська змушені були відступити вглиб своїх колоній. 6 квітня 1941 року війська Каннінгема вступили в Аддис-Абебу. 11 травня британці, що наступали з півночі та півдня, повністю замкнули кільце оточення навколо італійського окупаційного контингенту в районі Амба-Алагі. 20 травня, після переможного завершення битви біля цього міста, генерал Мослі Мейн прийняв капітуляцію італійської армії під командуванням герцога Аостського Амедео.
В результаті успішного проведення кампанії на сході Африки Алану Каннінгему вдалося швидко розгромити італійські війська, і ціною втрати лише 500 своїх солдатів захопити в полон понад 50 000 італійських військовополонених. У вересні 1941 року на хвилі здобутої перемоги йому доручили очолити 8-му армію, щойно створену для протистояння німецько-італійському наступу на півночі Африканського континенту. Найголовнішим завданням генерала Каннінгема стало керівництво проведенням операції «Крусейдер», яку з 18 листопада 1941 року вели сили командувача Середньосхідного командування генерала Клода Окінлека. Однак, з огляду на те, що в ході наступальної операції британці зазнали значних втрат, у першу чергу в бронетанковій техніці, Каннінгем виступив з рекомендацією припинити цю операцію і перейти до оборони. Така точка зору не знайшла підтримки у вищого командування, тому Окінлек звільнив Каннінгема з посади командувача 8-ї армії, замінивши його на лейтенант-генерала Ніла Річі.
Після повернення до Англії Алан Каннінгем перебував на другорядних посадах: був комендантом Штабного коледжу в Камберлі, потім командував Північно-Ірландським округом та Східним командуванням. 1941 році посвячений у лицарі.
30 жовтня 1945 року, вже після завершення Другої світової війни, Алану Каннінгему присвоїли звання повного генерала. З 21 листопада 1945 року він став Верховним комісаром Палестини, що перебувала в той час у статусі британського мандату. На цій поважній посаді він пробув до повної ліквідації британського правління в Палестині, однією з найгостріших проблем для нього стало протистояння з єврейськими напівмілітарними організаціями Хагана, Ірґун і Лехі, що вели партизанську війну проти британців.
У жовтні 1946 року Алан Каннінгем звільнився з лав збройних сил, але залишався Верховним комісаром до травня 1948 року.
30 січня 1983 року він помер у віці 95 років у Танбрідж Уеллс, у графстві Кент. Похований на цвинтарі Дін в Единбурзі.